# I Don’t Feel Hate
«I Donʼt Feel Hate» (с англ. — «Я не чувствую ненависти») — песня немецкого певца Йендрика Зигварта, с которой он представил Германию на конкурсе песни «Евровидение-2021» в Роттердаме, Нидерланды. Выпуск сингла состоялся 25 февраля 2021 года.

## Информация о песне
Многие критики отметили, что эта песня — ответ на хейтспич. На онлайн-презентации песни Йендрик рассказал, что «он написал эту песню для того, чтобы сообщить послание самому себе и миру, и что на ненависть не стоит отвечать ненавистью».

## Евровидение

### Внутренний отбор
После отмены конкурса песни «Евровидение-2020» в связи со вспышкой пандемии коронавирусной инфекции COVID-19 телеканал «ARD» подтвердил участие Германии в конкурсе 2021 года, заявив, что представителя страны выберут путём внутреннего отбора в 2021 году.
6 февраля 2021 года немецкий телевещатель «NDR» подтвердил, что Йендрик Зигварт представит Германию на конкурсе песни «Евровидение-2021».

### На «Евровидении»
65-й конкурс песни «Евровидение-2021» прошёл в Роттердаме, Нидерланды и состоял из двух полуфиналов — 18 и 20 мая 2021 года соответственно, и финала — 22 мая 2021 года. Согласно правилам конкурса песни «Евровидение», все страны, за исключением страны-хозяйки и «Большой пятёрки», состоящей из Великобритании, Германии, Испании, Италии и Франции, должны принять участие в одном из двух полуфиналов для того, чтобы пройти в финал, в который проходит десятка лучших соответствующего полуфинала. Поскольку Германия входит в «Большую пятёрку» песня автоматически прошла в финал, который состоялся 22 мая 2021 года на сцене арены «Rotterdam Ahoy» в Роттердаме, Нидерланды. Незадолго до конкурса было объявлено, что Германия выступит во второй половине финала под номером 15. С результатом в 3 балла (0 от телезрителей, 3 от жюри) Йендрик занял предпоследнее 25-е место в финале конкурса.

## Отзывы
Газета Süddeutsche Zeitung пишет, что «для „Евровидения“ это свежо и многообещающе, но сама музыка оставляет желать лучшего». Также издательство также отметило, что «при прослушивании этой песни ощущаешь себя не слушающим солидную песню, а смотрящим рекламу сыра на YouTube, которую невозможно пропустить».
Журналист Der Spiegel пишет на сайте издания, что «музыка спродюсирована дёшево и сонграйтинг не очень изящный, песня оседает в голове. А эйфория Йендрика кажется настоящей и заражает других». Журнал Stern подчеркнул, что «песня позитивная», но усомнился, что она произведёт впечатление на европейцев.
Также песня получила смешанные отзывы на YouTube.

## Список композиций
| №  | Название                                   | Длительность |
| -- | ------------------------------------------ | ------------ |
| 1. | «I Don't Feel Hate»                        | 2:56         |
| 2. | «I Don't Feel Hate - Laid Back Version»    | 3:24         |
| 3. | «I Don't Feel Hate - Instrumental Version» | 2:56         |

## Чарты
| Чарты (2021)                              | Высшая позиция |
| ----------------------------------------- | -------------- |
| Литва (AGATA)                             | 79             |
| Нидерланды (Single Tip)                   | 7              |
| Швеция Heatseeker (Sverigetopplistan)     | 17             |
| Великобритания (OCC UK Singles Downloads) | 71             |